# Phorbas longurioides
Phorbas longurioides är en svampdjursart som först beskrevs av Burton 1932.  Phorbas longurioides ingår i släktet Phorbas och familjen Hymedesmiidae. Inga underarter finns listade i Catalogue of Life.